# 格林班克 (特拉華州)
格林班克（英語：Greenbank）是位於美國特拉華州紐卡斯爾縣的一個非建制地區。該地的面積和人口皆未知。

## 地理
格林班克的座標為39°44′20″N 75°38′09″W / 39.73889°N 75.63583°W，而該地的平均海拔高度為32米（即105英尺）。